# Coelinidea solaris
Coelinidea solaris är en stekelart som först beskrevs av Astafurova 1998.  Coelinidea solaris ingår i släktet Coelinidea och familjen bracksteklar. Inga underarter finns listade i Catalogue of Life.